# 1982-es magyar teniszbajnokság
Az 1982-es magyar teniszbajnokság a nyolcvanharmadik magyar bajnokság volt. A bajnokságot szeptember 12. és 19. között rendezték meg Budapesten, a Dózsa margitszigeti teniszstadionjában.

## Eredmények
| Versenyszám  | Arany                                            | Arany | Ezüst                                        | Ezüst | Bronz                                       | Bronz |
| ------------ | ------------------------------------------------ | ----- | -------------------------------------------- | ----- | ------------------------------------------- | ----- |
| Férfi egyéni | Varga Géza BSE                                   |       | Csépai Ferenc MTK-VM                         |       | Baranyi Szabolcs Újpesti Dózsa              |       |
| Női egyéni   | Kowaczics Rita Újpesti Dózsa                     |       | Németh Anna BSE                              |       | Rózsavölgyi Éva Újpesti Dózsa               |       |
| Férfi páros  | Szőke Péter, Szőcsik András MTK-VM               |       | Benyik János, Sziráki László Újpesti Dózsa   |       | Varga Géza, Tarján István BSE, MTK-VM       |       |
| Női páros    | Rózsavölgyi Éva, Turi Zsuzsa Újpesti Dózsa       |       | Fagyas Katalin, Szabó Éva Vasas SC           |       | Németh Anna, Budai Judit BSE                |       |
| Vegyes páros | Szőke Péter, Bartos Csilla MTK-VM, Bp. Spartacus |       | Bánhidi Károly, Kowaczics Rita Újpesti Dózsa |       | Benyik János, Rózsavölgyi Éva Újpesti Dózsa |       |